# La Sœur de son valet
Pour plus de détails, voir Fiche technique et Distribution.
La Sœur de son valet (His Butler's Sister) est un film américain en noir et blanc réalisé par Frank Borzage, sorti en 1943.

## Synopsis
Après ses études, Ann Carter part retrouver son frère et s'aperçoit qu'il est maître d'hôtel chez un compositeur de renom. Pour tenter de faire entendre sa voix au maître de céans, elle se fait passer pour la femme de chambre. Mais ses efforts n'aboutissent pas.

## Fiche technique
- Titre français : La Sœur de son valet
- Titre original : His Butler's Sister
- Réalisation : Frank Borzage
- Scénario : Samuel Hoffenstein, Elizabeth Reinhardt
- Chef-opérateur : Elwood Bredell
- Musique : Hans J. Salter
- Montage : Ted J. Kent
- Costumes : Adrian, Vera West
- Décors : Russell A. Gausman
- Direction artistique : John B. Goodman et Martin Obzina
- Production : Universal Pictures
- Producteurs : Felix Jackson et Frank Shaw
- Pays de production :  États-Unis
- Langue originale : anglais américain
- Format : noir et blanc — 35 mm — 1,37:1 — son : mono (Western Electric Recording)
- Genre : comédie romantique
- Durée : 87 min
- Dates de sortie :
  - États-Unis : 26 novembre 1943
  - France : 23 octobre 1946

## Distribution
- Deanna Durbin : Ann Carter
- Franchot Tone : Charles Gerard
- Pat O'Brien : Martin Murphy
- Akim Tamiroff : Popoff
- Alan Mowbray : Buzz Jenkins
- Walter Catlett : Mortimer Kalb
- Elsa Janssen : Severina
- Evelyn Ankers : Elizabeth Campbell
- Frank Jenks : Emmett
- Sig Arno : Moreno
- Hans Conried : Reeves
- Florence Bates : Lady Sloughberry
- Roscoe Karns : Fields
- Russell Hicks : Sanderson
- Andrew Tombes : Brophy
- Marion Pierce : Margaret Howard

Acteurs non crédités
- Edmund Mortimer
- George Reed : le conducteur de train